# Empecta mixta
Empecta mixta är en skalbaggsart som beskrevs av Marc Lacroix 1989. Empecta mixta ingår i släktet Empecta och familjen Melolonthidae. Inga underarter finns listade i Catalogue of Life.